# دانه‌بندی (جواهرات)

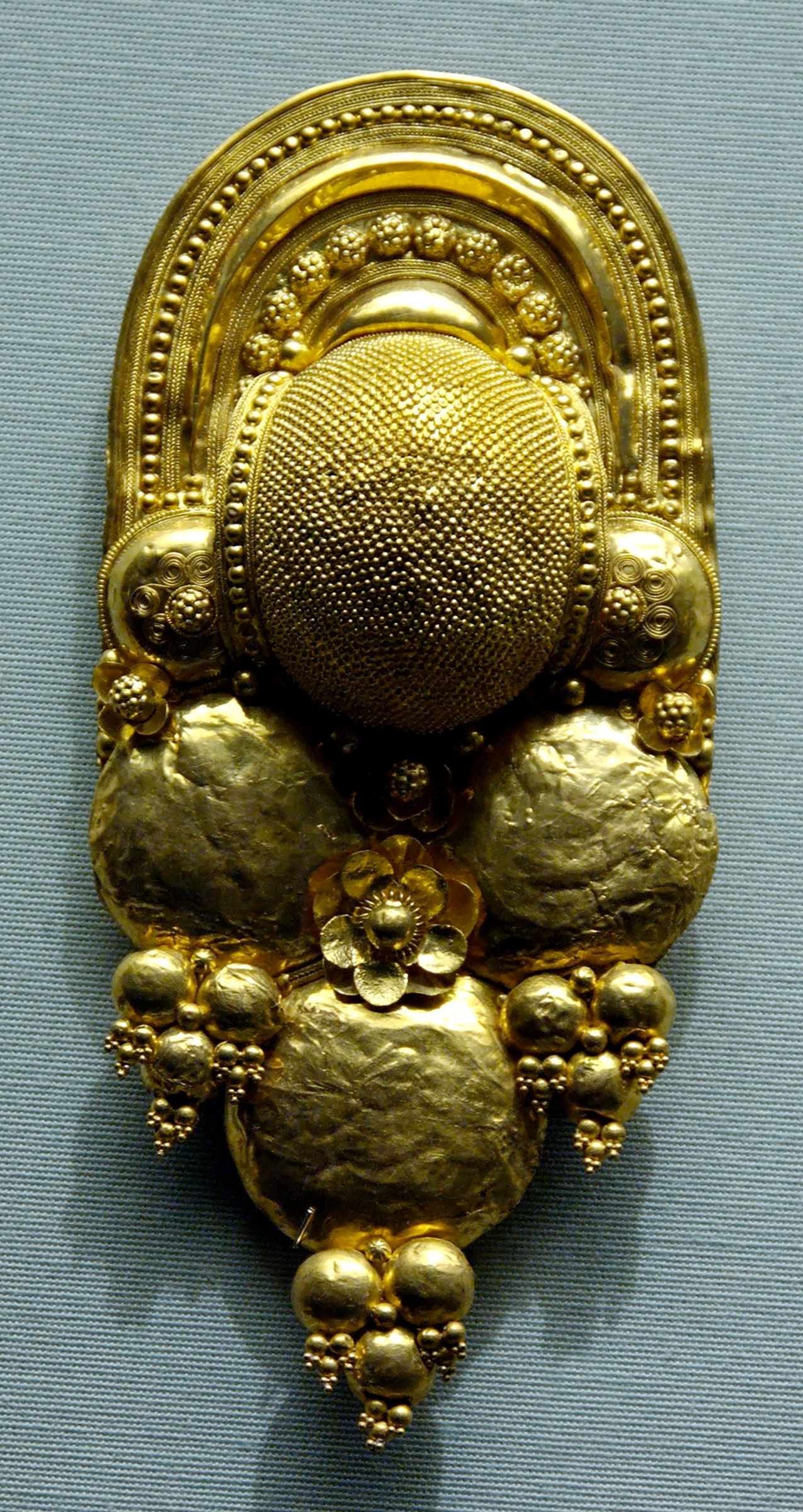
گوشواره اتروسکی دانه بندی شده، قرن چهارم قبل از میلاد.

دانه بندی یکی از  روش‌های ساخت جواهر است که در آن سطح جواهر با دانه‌ها یا گرانول‌های فلزی از فلزات گرانبها پوشانده می شود. تصور می شود که منشأ این تکنیک در سومر در حدود 5000 سال پیش باشد. این تکنیک سپس در طول دوره شرق‌گرایی به جنوب اروپا گسترش یافت، همچنین فنیقی‌ها که مستعمره‌هایی را در ساردینیا ، سیسیل و اسپانیا تأسیس کرده بودند، نیز در این گسترش نقش داشتند.
در هزاره اول قبل از میلاد، تکنیک گرانولاسیون توسط اتروسک‌ها که در ایتالیای کنونی زندگی می‌کردند، استفاده می‌شد. صنعتگران یونانی نیز از تکنیک گرانولاسیون فلزات گرانبها استفاده می‌کردند، اما کار‌هایی که از اتروریا آمده بود، به‌دلیل رازهایی که پیرامون این فرآیند وجود داشت، معروف شد.

## مواد و روش ها
این تکنیک در دنیای جواهرسازی بسیار دشوار و پیچیده است. صبر بی‌نظیر و دید بسیار نزدیک که برای قرار دادن هر دانه روی پایه فلزی که در حال اتصال، نیاز است. به همین دلیل یونانی‌های باستان کودکان خود را برای قرار دادن دانه‌های فلزات به‌کار گرفتند.
تکنیک دانه بندی به سه روش پیچیده مورد استفاده قرار می‌گیرد: سبک خط مرزی، که در آن خطوط دانه به عنوان مکمل به اشکال برجسته استفاده می شوند. سبک سیلوئت، که در آن اشکال با جرم‌های جامد از دانه‌ها ترسیم می شوند. و سبک سیلوئت محفوظ، یک تکنیک بسیار نادر است و در آن پس‌زمینه با دانه‌ها پر می‌شود، در حالی که ویژگی‌های اصلی برجسته هستند، اما در سایر جاهای آن تزیین نشده‌اند.
تکنیک‌های اصلی سه روش هستند که برای اتصال گرانول‌ها به سطح فلز استفاده می‌شوند: لحیم کاری سخت، لحیم کاری ذوب و لحیم کاری کلوئیدی. معمولا فلزات مورد استفاده در گرانولاسیون آلیاژهای طلا و/ یا نقره با خلوص بالا هستند - آلیاژهای زیر 18 قیراط طلا و نقره استرلینگ مناسب نیستند. با هر تکنیک، فرآیند با ساخت خود گرانول‌ها آغاز می شود.
دانه‌ها از همان مواد پایه‌ای ساخته می‌شوند که به آنها متصل خواهند شد. می‌توان نوار‌های بسیار باریک را در لبه یک ورق نازک فلزی برش داد، برش دیگری می‌تواند مربع‌ها یا مستطیل‌های کوچکی از فلز تولید کند. پس از ذوب شدن به دانه‌ها تبدیل می‌شوند، این دانه‌ها می‌توانند با استفاده از شبکه‌های مناسب یا به‌صورت دستی به اندازه‌های مختلف مرتب شوند. گزینه دیگر استفاده از سیم نازکی است که دور یک ماندرل پیچیده شده است، سپس سیم پیچ به حلقه های کوچک بریده می شود - این باعث ایجاد دانه های یکنواخت در هنگام ذوب می شود.

## لحیم کاری کلوئیدی
جوشکاری کلوئیدی یا یوتکتیک توسط اتروسکان ها استفاده می‌شد و از مخلوط کلوئیدی صمغ کتیرا و نمک های مس استفاده می کند. این مخلوط دمای ذوب دانه و پایه را کاهش می‌دهد و باعث پخش مس به پایه و دانه در نقطه تماس می‌شود. لحیم کاری کلوئیدی روی سطح پایه نقاشی می‌شود و دانه‌ها با استفاده از قلم‌موی نازک روی لحیم کاری مرطوب چیده می شوند، سپس به قطعه فرصت می‌دهند تا خشک شود. سپس در یک کوره کاهنده پخته می شود تا کتیرا بسوزد و نمک مس رها شود. در دمای یوتکتیک ( ۸۹۰ درجه سلسیوس یا ۱٬۶۳۰ درجه فارنهایت )، مس به دانه‌ها و پایه پخش می‌شود .و آنها را به هم متصل می‌کند.

## فیوزینگ
اتصال  به‌وسیله ذوب فلزاتی که از یک آلیاژ یکسان تشکیل شده‌اند، تنها با استفاده از حرارت انجام می‌شود. یک ورق فلزی با ضخامت نزدیک به قطر دانه‌ها  باعث توزیع یکنواخت گرما را می‌شود. دانه‌ها با استفاده از یک جریان رقیق و قلم‌موی نازک قرار داده می‌شوند و سپس ورق در یک کوره کاهنده ذوب می‌شود. در دمای ذوب، دانه‌ها و ورق فلزی با هم ادغام می‌شوند و هیچ جریان یا لحیم کاری باقی نمی‌ماند. این تکنیک در هزاره اول قبل از میلاد  توسط اتروسکان‌ها استفاده می‌شد . جریان الکتریکی از هر دانه عبور می‌کند و حرارت کافی برای جوشکاری دانه‌ها به پایه تولید می‌کند. این روش ممکن است بر روی اقلام تکمیل شده، حتی آنهایی که دارای سنگ های تثبیت شده هستند، استفاده شود.

## لحیم کاری سخت
لحیم‌کاری فلزات با استفاده از اثر کاپیلری ( جریان میان دو قطعه فلز) با لحیمی با نقطه ذوب پایین، بین قطعاتی که قرار است به هم متصل شوند، انجام می‌شود، استفاده می کند. لحیم کاری به طور معمول توسط جواهرسازان دستی انجام می‌شود و یک تکنیک باستانی است، اما به سختی بر روی دانه‌های کوچک فلزی اعمال می‌شود. قطعات بسیار کوچکی از لحیم‌کاری در نزدیکی نقطه تماس بین دانه و فلز قرار می‌گیرند و سپس تا نقطه ذوب حرارت داده می‌شوند. لزوم تکرار زیاد این فرآیند، این تکنیک را غیرعملی و گران می‌کند، که با احتمال جدا شدن دانه‌های قبلا متصل شده، پیچیده می‌شود. یک پیشرفت در این روش تراشیدن لحیم به اندازه پودر و مخلوط کردن آن با فلاکس است. محل کار با کتیرا رنگ آمیزی می‌شود و دانه‌ها با استفاده از یک برس ظریف روی آن قرار می گیرند. پس از خشک شدن، کار با پودر لحیم پاشیده می‌شود و تا نقطه ذوب به آن حرارت داده می‌شود. لحیم اضافی در فاصله‌های بین دانه‌ها قرار می‌گیرد، که این اثر غیر قابل اجتناب است.

## یادداشت
گرچه تکنیک دقیق یک راز است، لحیم‌کاری کلوئیدی به دلیل شباهت آن به قطعات باستانی اصلی در تحلیل با استفاده از روش‌های شیمیایی و تصویربرداری پیشرفته، شناخته‌شده‌تر و قابل قبول‌تر است.
اتصالات بین فلزات امکان تشخیص اینکه آیا تکنیک به‌درستی انجام شده‌است را فراهم می‌کند. پس از پایان فرآیند گرمایش، دانه‌ها باید به پایه متصل شده و سپس به یکدیگر متصل شوند.این باعث ایجاد یک ساختار قوی‌تر و مطلوب تر می‌شود. در حال حاضر، فقط تعداد کمی از متخصصان در مورد این تکنیک در جهان وجود دارند زیرا بسیاری از اسرار تکنیک ها در دوران باستان گم شده بودند - اگرچه پلینی بزرگ این تکنیک را در گزارش های زندگی نامه خود جاودانه کرد.